# 워터스저빌
워터스저빌(Gerbillus watersi)은 황무지쥐아과에 속하는 설치류의 일종이다. 주로 수단과 소말리아, 지부티에 분포한다.

## 특징
꼬리 길이 90~125mm를 제외한 몸길이가 70~96mm인 작은 설치류다. 발 길이는 18~23mm이고 귀 길이는 10~23mm, 몸무게는 최대 20g이다. 등 쪽 털은 밝은 오렌지색 또는 갈색빛 오렌지색을 띠지만 옆구리 좀더 밝고 배 쪽과 볼, 턱, 목은 희다.

## 생태
주로 땅 위에서 생활하는 육상성 동물이고, 야행성 동물이다. 낮에는 굴 속에 은신하며 지낸다.

## 분포 및 서식지
이집트와 수단 남동부 지역, 나일강 중류 지역을 따라 하르툼 지역까지 널리 분포한다. 사막과 모래흙이 섞인 준사막 지대에서 서식한다.